# Большекукморское сельское поселение
Большекукморское сельское поселение — сельское поселение в Кукморском районе Татарстана.
Административный центр — село Большой Кукмор.
Сельское поселение расположено в северо-западном направлении от Кукмора. Территория сельского поселения составляет 4679 га.

## Состав поселения
В состав сельского поселения входят 4 населённых пункта:
- село Большой Кукмор
- посёлок Жилой Рудник
- деревня Иске-Юрт
- село Янцобино

## Население
| 2010  | 2011  | 2012  | 2013  | 2014  | 2015  | 2016  |
| ----- | ----- | ----- | ----- | ----- | ----- | ----- |
| 2734  | ↘2732 | ↘2727 | ↗2773 | ↘2759 | ↗2773 | ↗2793 |
| 2017  | 2018  |       |       |       |       |       |
| ↗2815 | ↗2822 |       |       |       |       |       |

## Сельское хозяйство
Сельхозугодия в поселении составляют 3249 га, из них пашня 2798 га.
Сельское хозяйство ориентировано на отрасли животноводства — молочно-мясное скотоводство; возделываются яровая пшеница, озимая рожь, ячмень, овес, горох.
Многие подсобные хозяйства занимаются животноводством и овощеводством. Часть населения занимается народным ремеслом — изготовлением валенок, также занимаются изготовлением мебели. Имеются плотники, столяры, каменщики, жестянщики, печники, штукатурщики.

## Объекты социальной сферы
На территории Большекукморского поселения находятся: средняя и 2 начальные школы, 2 детских сада, 2 ФАП, 1 ЦСДК, 2 сельских клуба, 2 библиотеки, почтовое отделение, 12 магазинов.